# Pantala hymenaea
La libélula rayadora de alas manchadas (Pantala hymenaea) pertenece a la familia de las libélulas rayadoras (Libellulidae). Aunque no se encuentra alrededor del mundo como su especie hermana P. flavescens, sí se encuentra ampliamente distribuida a través de todo Norteamérica, y su comportamiento es muy parecido al de aquella.1 Es una voladora muy resistente, generalmente solo percha cuando descansa durante la noche.1 También es una colonizadora temprana de las pozas naturales y artificiales donde se reproduce.1

## Clasificación y descripción de la especie
El género Pantala incluye dos especies, fuertes voladoras y de gran tamaño.2 Suelen aparecer en grandes enjambres y es común verlas volando lejos de cuerpos de agua, en ciudades y sobre carreteras.2 P.hymenaea tiene la cara amarilla, esta se vuelve roja en individuos maduros; el tórax es café oliváceo oscuro; el abdomen es café amarillento; las alas de los machos presentan manchas redondas oscuras en la base.1

## Distribución de la especie.
Canadá, E.U.A., México, Centroamérica, Antillas, Colombia, Venezuela, Ecuador (incluyendo islas Galápagos), Perú, Bolivia, Guyana, Guyana Francesa, Surinam, Paraguay, Brasil, Chile, Argentina.3 Es una especie migratoria.

## Hábitat
Comúnmente usa charcas y pozas temporales aunque ocasionalmente puede reproducirse en aguas permanentes.1

## Estado de conservación
No está considerada en la lista roja de la IUCN.4